# Llista dels senadors nord-catalans al Senat francès
Llista dels senadors nord-catalans, senadors tant per origen (nascuts a la Catalunya del Nord), com per elecció (elegits pel departament dels Pirineus Orientals). Les creus al costat d'algunes dates marquen els senadors que moriren a mitja legislatura. Les dates d'elecció i fi de mandat són les oficials de la plana del Senat francès  amb unes paradoxes temporals indicades amb interrogants. Així mateix, durant la segona Guerra Mundial es produí un període vacant entre els anys 1941 (mort de Pezières) i 1944 (fi del mandat de Parayre), i els anys 1946 (elecció de Cardonne) i 1948 (eleccions de Gaspard i Grégory).

## Elegits pels Pirineus Orientals
| Elecció o presa de possessió | Fi del mandat | Nom                       |
| 30.1.1876                    | 16.6.1877 †   | Pierre Lefranc            |
| 30.1.1876                    | 26.11.1896 †  | Emmanuel Aragó            |
| 2.12.1877                    | 27.3.1881 †   | Paul Massot               |
| 8.1.1882                     | 15.3.1882 ?   | Achille Farines (dimitit) |
| 16.1.1882 ?                  | 3.1.1891      | Lazare Escarguel          |
| 4.1.1891                     | 8.1.1927      | Édouard Vilar             |
| 21.2.1897                    | 26.10.1904 †  | Élie Delcros              |
| 25.12.1904                   | 12.5.1930 †   | Jules Pams                |
| 9.1.1927                     | 13.1.1936     | Victor Dalbiez            |
| 6.7.1930                     | 4.2.1936      | Pere Rameil               |
| 14.1.1936                    | 29.5.1937 ?†  | Joan Payrà                |
| 4.1.1936                     | 1.3.1941 †    | Georges Pézières          |
| 25.1.1937 ?                  | 31.9.1940     | Joseph Parayre            |
| 8.12.1946                    | 7.11.1948     | Gaston Cardonne           |
| 7.11.1948                    | 1.1.1959 †    | Joseph Gaspard            |
| 7.11.1948                    | 22.10.1982 †  | Léon-Jean Grégory         |
| 26.4.1959                    | 19.2.1981 †   | Gaston Pams               |
| † 20.2.1981                  | 2.10.1983     | Sylvain Maillols          |
| † 23.10.1982                 | 2.10.1983     | Jacqueline Alduy          |
| 25.9.1983                    | 3.12.1987 †   | Guy Malé                  |
| 25.9.1983                    | 1.10.1992     | Paul Alduy                |
| † 3.12.1987                  | 1.10.1992     | André Daugnac             |
| 27.9.1992                    | 30.9.2001     | René Marquès              |
| 27.9.1992                    | 3.10.2011     | Paul Blanc                |
| 23.9.2001                    | 3.10.2011     | Jean-Paul Alduy           |
| 3.10.2011                    | 27.8.2014 †   | Christian Bourquin        |
| 3.10.2011                    |               | François Calvet           |
| † 27.8.2014                  | 24.9.2017     | Hermeline Malherbe        |
| 24.9.2017                    |               | Jean Sol                  |

## Elegits per altres departaments
- Camille Cabana (Departament de París, 10.2.1991-24.9.1995) (Elna, 1930 - París, 2002)
- Manuel Fourcade (Departament dels Alts Pirineus, 25.9.1927 - 26.12.1943) (Prada, 5.8.1862 - Prada, 26.12.1943)[1]
- Paul Loridant (Departament d'Essonne, 28.9.1986 - 30.9.2004) (Illa, 22.4.1948)[2]
- Jean Louis Vigier (Departament del Sena, 28.4.1959-3.10.1980) (Cornellà del Bèrcol, 1914-El Soler, 1992)